# Beaufort-en-Argonne
Beaufort-en-Argonne är en kommun i departementet Meuse i regionen Grand Est (tidigare regionen Lorraine) i nordöstra Frankrike. Kommunen ligger i kantonen Stenay som tillhör arrondissementet Verdun. År 2022 hade Beaufort-en-Argonne 127 invånare.

## Befolkningsutveckling
Antalet invånare i kommunen Beaufort-en-Argonne
| Referens: INSEE |